# Transición electrónica atómica
En física, se habla de una transición electrónica-atómica cuando un electrón cambia de un nivel energético a otro de dentro de un átomo o átomo artificial. Se dice que la transición es discontinua cuando el electrón "salta" de un nivel energético a otro en unos pocos nanosegundos o menos. También se conoce como transición atómica, o salto cuántico. 
Las transiciones de electrones causan o son causadas por la emisión o absorción de radiación electromagnética en forma de unidades cuantificadas llamadas fotones. La estadística está descrita por la distribución de Poisson, y el tiempo entre saltos se sigue una distribución exponencial. El tiempo de amortiguación (alrededor de nanosegundos a unos pocos segundos) está relacionado con la dilatación de las líneas espectrales. Cuanto mayor sea la separación de energía de los estados entre los cuales salta el electrón, más corta será la longitud de onda del fotón emitido. 
Hans Georg Dehmelt predijo la posibilidad de observar experimentalmente los saltos cuánticos en 1975, lo cual se logró por primera vez en 1986 por el NIST utilizando trampas de iones de mercurio.